# لويس روفائيل الأول ساكو
مار لويس روفائيل الأول ساكو (بالسريانية: ܠܘܝܣ ܪܘܦܐܝܠ ܩܕܡܝܐ ܣܟܘ)‏ (ولد 4 تموز 1948) هو بطريرك الكلدان الكاثوليك في العراق والعالم منذ 1 شباط 2013.
ولد في مدينة زاخو في 1948، وسيم كاهنا في أبرشية الموصل الكلدانية في عام 1974م. حصل على شهادة الدكتوراه من الجامعة البابوية في روما عام 1983، وماجستير في الفقه الإسلامي سنة 1984، كما حاز لاحقا على شهادة دكتوراه من جامعة السوربورن سنة 1986. انتخب مطرانا على أبرشية كركوك في عام 2002، وسيم على هذا المنصب العام التالي. وتم انتخابه بطريركا على الكنيسة الكلدانية في سينودس الكنيسة بروما خلفا للبطريرك المستقيل عمانوئيل الثالث دلي في 1 شباط 2013. و تم تعيينه عضوًا في المجلس الاقتصادي الفاتيكاني في 4 كانون الثاني 2022.
وحاز لويس ساكو على عدة أوسمة وتشريفات منها وسام الدفاع عن الايمان من إيطاليا، ووسام باكس كريستي الدولية ووسام القديس إسطيفان عن حقوق الإنسان من ألمانيا. كما ألف ونشر ما يزيد عن 200 مقال و20 كتاب في مجالات علم اللاهوت المسيحي والفقة.